# Monica Mayhem
Monica Mayhem (Brisbane, 14 de março de 1978) é uma atriz pornográfica, dançarina exótica e cantora australiana.

## Prêmios e indicações
- 2001 - Starlet of year - XRCO Award[1]